# Amytta
Amytta, rod kukaca ravnokrilaca (Orthoptera) iz porodice Tettigoniidae, velika porodica Tettigonioidea. Rasprostranjeni su po istočnoj Africi. Ovu pordodicu imenuje Karsch, 1888.
Obuhvaća nekoliko vrsta 
- Amytta abbreviata Beier, 1967;
- Amytta kilimandjarica Hemp, 2001;
- Amytta olindo Hemp, 2001;
- Amytta pellucida Karsch, 1888 (slika);
- Amytta ukamica Beier, 1965.

Amytta planicollis Chopard, 1954, sinonim je za Gonamytta hintheliana (Griffini, 1908).